# Aldgate (South Australia)
Aldgate ist eine kleine Ortschaft im Bundesstaat South Australia in Australien. Sie gehört zu Adelaide, der Hauptstadt des Bundesstaates und zum Verwaltungsgebiet Adelaide Hills Council. Aldgate liegt etwa 21 Kilometer südöstlich des Stadtzentrums und hat 3.471 Einwohner. Bürgermeister ist Bill Cooksley.

## Geschichte
Die Stadt wurde vermutlich 1882 nach dem örtlichen Hotel Aldgate Pump benannt, das Richard D. Hawkins 1867 in den Adelaide Hills gegründet hatte. Das Hotel hatte seinen Namen von der an der Außenseite installierten Pumpe und vom Aldgate, einem ehemaligen Stadttor in London.
Als die Pumpe als Wasserstation für Pferde und Ochsen auf dem Weg Richtung Süden zu den Goldfeldern von Echunga bekannt wurde, bildete sich dort 1870 eine kleine Siedlung mit mehreren Geschäften. 1883 lag das Ende der Eisenbahnlinie von Adelaide in Aldgate. Im November desselben Jahres wurde die Linie bis Nairne verlängert.
In den 2000er Jahren machte das Entwässerungssystem von Aldgate erhebliche Probleme. Folge waren Überflutungen in der Main Street. Der schlimmste Fall trat am 8. November 2005 auf. Auf der einen Straßenseite wurden die Geschäfte stark beschädigt. Ein neues Projekt hat das Entwässerungssystem um Aldgate  mittlerweile verbessert.

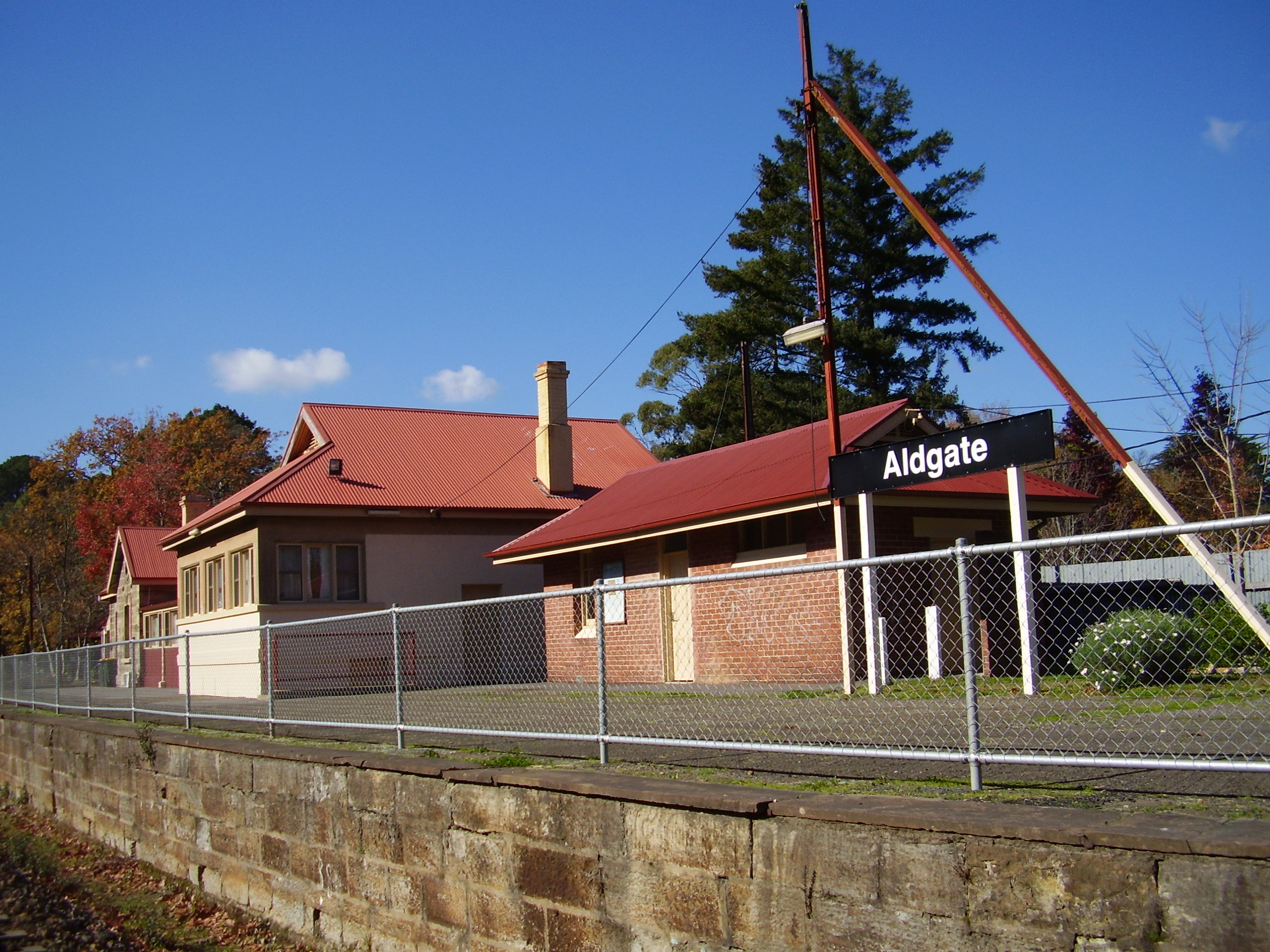
Bahnhof von Aldgate
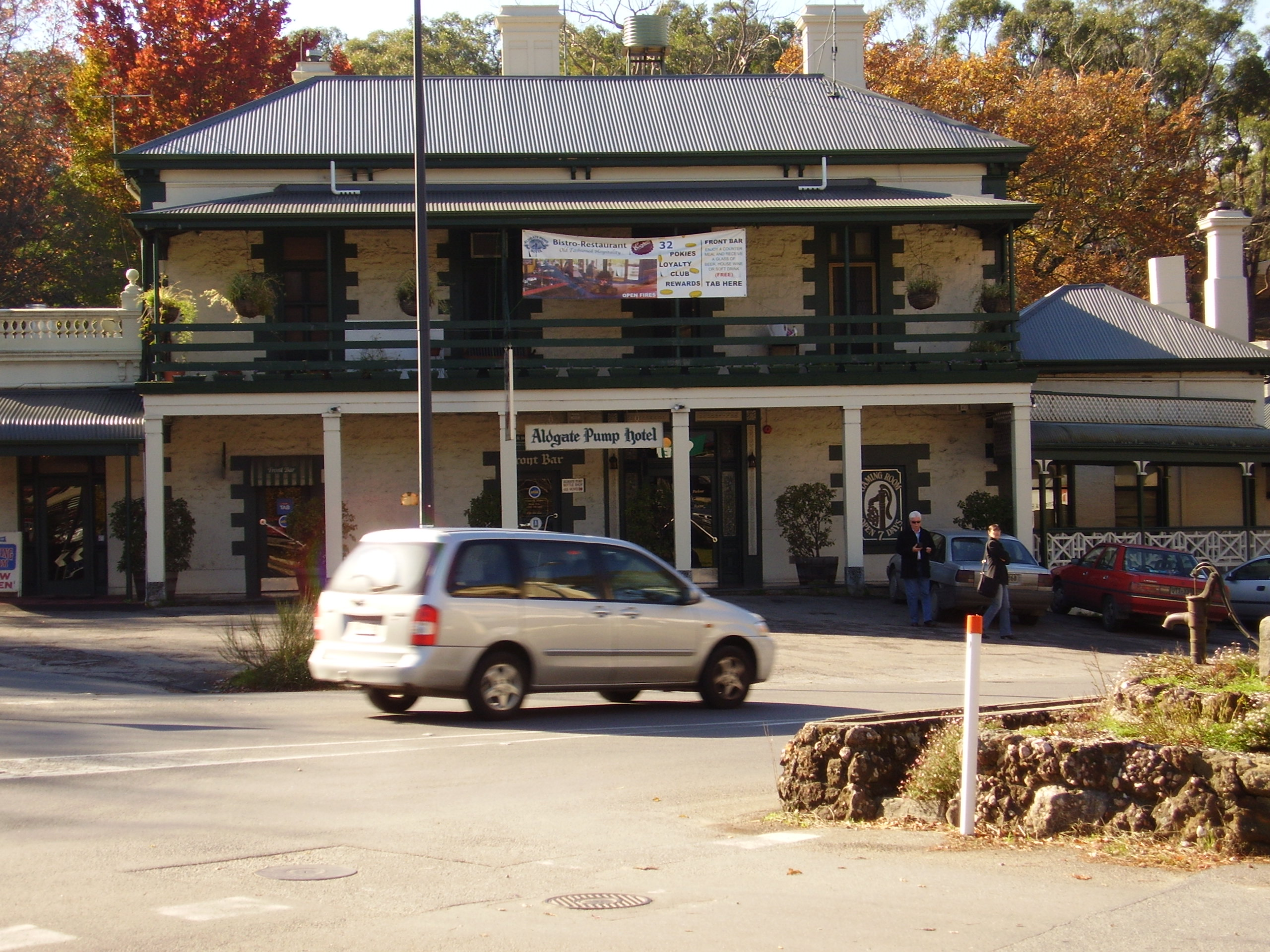
Pub Aldgate Pump